# IC 2919
IC 2919 ist eine Spiralgalaxie vom Hubble-Typ Sd im Sternbild Löwe an der Ekliptik. Sie ist schätzungsweise 231 Millionen Lichtjahre von der Milchstraße entfernt.
Das Objekt wurde am 27. März 1906 von Max Wolf entdeckt.